# Calotriton
Calotriton é um género de salamandra da família Salamandridae. Pode ser encontrado na França, Espanha e Andorra.

## Espécies
- Calotriton asper (Dugès, 1852)
- Calotriton arnoldi Carranza e Amat, 2005